# Veljo Tormis
Veljo Tormis (Kuusalu, nord d'Estònia, 7 d'agost de 1930 - 21 de gener de 2017) fou un compositor estonià, un dels més reconeguts del segle xx. És conegut internacionalment per la seva àmplia obra que consta de més de 500 composicions per a cor, la majoria a cappella. La majoria de les seves composicions es basen en la música tradicional estoniana.

## Vida
El pare de Veljo Tormis era sagristà, organista i director del cor a l'església de Vigala i reconegué l'interès i els dots musicals del seu fill. De 1942 a 1944 feu estudis d'orgue al conservatori de Tallinn amb August Topman, estudis que foren interromputs per la guerra i la malaltia. Estudià també direcció coral i els anys 1950-1951 va estudiar composició amb Villem Kapp. Completà la seva formació al conservatori de Moscú fins a l'any 1956 amb les classes de composició de Vissarion Xebalín.
De 1955 a 1960 Tormis fou professor a l'escola de música de Tallinn; entre els seus alumnes hi hagué Arvo Pärt i Kuldar Sink. De 1956 a 1969 fou assessor de la unió de compositors de la República Socialista Soviètica d'Estònia, però a partir de 1969 es dedicà només a la composició. Veljo Tormis estava casat amb l'estudiosa del teatre Lea Tormis (1932) i el seu fill és el fotògraf Tõnu Tormis (1954).

## Obra
Des de la seva joventut fins a la seva jubilació com a compositor el 2000, Tormis va compondre més de 500 cançons per cor, així com altres composicions vocals i instrumentals, 35 bandes sonores de pel·lícules i una òpera. Malgrat la censura de les seves obres més compromeses en els anys setanta i vuitanta, fou un compositor molt reconegut i les seves obres es programaven en tota la Unió Soviètica i països de l'est. Des de la caiguda de la Unió Soviètica s'ha difós la seva obra per tot el món i diverses formacions corals com els King's Singers o l'Hilliard Ensemble li van encarregar obres.
Segons deia ell mateix, l'ha influït la música de Bartók i Kodály, que conegué durant una visita a Hongria el 1962; el cicle Sügismaastikud (Paisatges de tardor 1964) és resultat d'aquesta influència.
Les cançons tradicionals estonianes (regilaulud) però també el Kalevala finès o la música lituana han estat la base per a la seva obra. Tormis donava molta importància al text, que creia que havia de ser comprès per cantaires i auditori; per això encoratjà la traducció de les seves obres a altres llengües.
Moltes de les obres de Tormis han estat gravades pel cor de la Filharmònica Estoniana dirigit per Tõnu Kaljuste.

## Composicions (selecció)
- Kihnu pulmalaulud ("Cançons de bodes de l'illa de Kihnu"), 1959[2]
- Sügismaastikud ("Paisatges de tardor"), 1964
- Eesti kalendrilaulud ("Cançons estonianes del calendari"), 1966–67
- Maarjamaa ballaad ("Balada del país de Maria"), 1967
- Raua needmine ("Maledicció sobre el ferro"), 1972
- Pikse litaania ("Lletania al tro"), 1974
- Unustatud rahvad ("Pobles oblidats"), 1970–89
- Eesti ballaadid ("Balades estonianes"; cantata-ballet), 1980
- Laulusild ("El pont de la cançó"), 1981
- Varjele, Jumalan soasta ("Senyor, protegiu-nos de la guerra"), 1984
- Piispa ja pakana ("El bisbe i el pagà"), 1992
- Incantatio maris aestuosi ("Encantament per a una mar tempestuosa"), 1996

### Òpera
- Luigelend ("El vol del cigne", òpera), 1965

## Reconeixements
Tormis va rebre diversos premis de la Unió Soviètica i de la República Socialista Soviètica d'Estònia. El 1989 li va ser concedit un doctorat honoris causa per l'Acadèmia de Música d'Estònia. També va rebre el premi a la Cultura de la República d'Estònia (1995) i el reconeixement a tota la seva trajectòria de la Fundació per a la cultura popular d'Estònia (Eesti rahvuskultuuri fond). El 2010 rebé l'ordre del blasó nacional estonià (Riigivapi teenetemärk).